# 切爾尼戈夫迪斯拿足球會
切爾尼戈夫迪斯拿足球會（烏克蘭語：Спортивно-футбольний клуб «Десна»）是一支位於烏克蘭切尔尼戈夫的職業足球會，目前參加烏克蘭足球超級聯賽。

## 外部連結
- 官方网站 （乌克兰語）